# Territoriale indeling van Ceará

Ceará

De Braziliaanse deelstaat Ceará is ingedeeld in 7 mesoregio's, 33 microregio's en 184 gemeenten.

## Mesoregio Centro-Sul Cearense
3 microregio's, 14 gemeenten

### Microregio Iguatu
5 gemeenten:
Cedro -
Icó -
Iguatu -
Orós -
Quixelô

### Microregio Lavras da Mangabeira
4 gemeenten:
Baixio -
Ipaumirim -
Lavras da Mangabeira -
Umari

### Microregio Várzea Alegre
5 gemeenten:
Antonina do Norte -
Cariús -
Jucás -
Tarrafas -
Várzea Alegre

## Mesoregio Jaguaribe
4 microregio's, 21 gemeenten

### Microregio Baixo Jaguaribe
10 gemeenten:
Alto Santo -
Ibicuitinga -
Jaguaruana -
Limoeiro do Norte -
Morada Nova -
Palhano -
Quixeré -
Russas -
São João do Jaguaribe -
Tabuleiro do Norte

### Microregio Litoral de Aracati
4 gemeenten:
Aracati -
Fortim -
Icapuí -
Itaiçaba

### Microregio Médio Jaguaribe
3 gemeenten:
Jaguaretama -
Jaguaribara -
Jaguaribe

### Microregio Serra do Pereiro
4 gemeenten:
Ererê -
Iracema -
Pereiro -
Potiretama

## Mesoregio Metropolitana de Fortaleza
2 microregio's, 11 gemeenten

### Microregio Fortaleza
9 gemeenten:
Aquiraz -
Caucaia -
Eusébio -
Fortaleza -
Guaiuba -
Itaitinga -
Maracanaú -
Maranguape -
Pacatuba

### Microregio Pacajus
2 gemeenten:
Horizonte -
Pacajus

## Mesoregio Noroeste Cearense
7 microregio's, 47 gemeenten

### Microregio Coreaú
4 gemeenten:
Coreaú -
Frecheirinha -
Moraújo -
Uruoca

### Microregio Ibiapaba
8 gemeenten:
Carnaubal -
Croatá -
Guaraciaba do Norte -
Ibiapina -
São Benedito -
Tianguá -
Ubajara -
Viçosa do Ceará

### Microregio Ipu
6 gemeenten:
Ipu -
Ipueiras -
Pires Ferreira -
Poranga -
Reriutaba -
Varjota

### Microregio Litoral de Camocim e Acaraú
12 gemeenten:
Acaraú -
Barroquinha -
Bela Cruz -
Camocim -
Chaval -
Cruz -
Granja -
Itarema -
Jijoca de Jericoacoara -
Marco -
Martinópole -
Morrinhos

### Microregio Meruoca
2 gemeenten:
Alcântaras -
Meruoca

### Microregio Santa Quitéria
3 gemeenten:
Catunda -
Hidrolândia -
Santa Quitéria

### Microregio Sobral
12 gemeenten:
Cariré -
Forquilha -
Graça -
Groaíras -
Irauçuba -
Massapê -
Miraíma -
Mucambo -
Pacujá -
Santana do Acaraú -
Senador Sá -
Sobral

## Mesoregio Norte Cearense
8 microregio's, 36 gemeenten

### Microregio Baixo Curu
3 gemeenten:
Paracuru -
Paraipaba -
São Gonçalo do Amarante

### Microregio Baturité
11 gemeenten:
Acarape -
Aracoiaba -
Aratuba -
Baturité -
Capistrano -
Guaramiranga -
Itapiúna -
Mulungu -
Pacoti -
Palmácia -
Redenção

### Microregio Canindé
4 gemeenten:
Canindé -
Caridade -
Itatira -
Paramoti

### Microregio Cascavel
3 gemeenten:
Beberibe -
Cascavel -
Pindoretama

### Microregio Chorozinho
3 gemeenten:
Barreira -
Chorozinho -
Ocara

### Microregio Itapipoca
3 gemeenten:
Amontada -
Itapipoca -
Trairi

### Microregio Médio Curu
5 gemeenten:
Apuiarés -
General Sampaio -
Pentecoste -
São Luís do Curu -
Tejuçuoca

### Microregio Uruburetama
4 gemeenten:
Itapajé -
Tururu -
Umirim -
Uruburetama

## Mesoregio Sertões Cearenses
4 microregio's, 30 gemeenten

### Microregio Sertão de Cratéus
9 gemeenten:
Ararendá -
Crateús -
Independência -
Ipaporanga -
Monsenhor Tabosa -
Nova Russas -
Novo Oriente -
Quiterianópolis -
Tamboril

### Microregio Sertão de Inhamuns
6 gemeenten:
Aiuaba -
Arneiroz -
Catarina -
Parambu -
Saboeiro -
Tauá

### Microregio Sertão de Quixeramobim
7 gemeenten:
Banabuiú -
Boa Viagem -
Choró -
Ibaretama -
Madalena -
Quixadá -
Quixeramobim

### Microregio Sertão de Senador Pompeu
8 gemeenten:
Acopiara -
Deputado Irapuan Pinheiro -
Milhã -
Mombaça -
Pedra Branca -
Piquet Carneiro -
Senador Pompeu -
Solonópole

## Mesoregio Sul Cearense
5 microregio's, 25 gemeenten

### Microregio Barro
3 gemeenten:
Aurora -
Barro -
Mauriti

### Microregio Brejo Santo
5 gemeenten:
Abaiara -
Brejo Santo -
Jati -
Milagres -
Penaforte

### Microregio Cariri
8 gemeenten:
Barbalha -
Crato -
Jardim -
Juazeiro do Norte -
Missão Velha -
Nova Olinda -
Porteiras -
Santana do Cariri

### Microregio Caririraçu
4 gemeenten:
Altaneira -
Caririaçu -
Farias Brito -
Granjeiro

### Microregio Chapada do Araripe
5 gemeenten:
Araripe -
Assaré -
Campos Sales -
Potengi -
Salitre
Acre · Alagoas · Amapá · Amazonas · Bahia · Ceará · Espírito Santo · Federaal District · Goiás · Maranhão · Mato Grosso · Mato Grosso do Sul · Minas Gerais · Pará · Paraíba · Paraná · Pernambuco · Piauí · Rio de Janeiro · Rio Grande do Norte · Rio Grande do Sul · Rondônia · Roraima · Santa Catarina · São Paulo · Sergipe · Tocantins